# Condoto (ort)
Condoto är en ort i Colombia. Den ligger i departementet Chocó, i den västra delen av landet, 290 km väster om huvudstaden Bogotá. Condoto ligger 62 meter över havet och antalet invånare är 9 897.
Terrängen runt Condoto är huvudsakligen platt, men norrut är den kuperad. Runt Condoto är det ganska glesbefolkat, med 28 invånare per kvadratkilometer. Närmaste större samhälle är Istmina, 8,3 km nordväst om Condoto. I omgivningarna runt Condoto växer i huvudsak städsegrön lövskog.